# Симбол надвучено (црта)
Црта је хоризонтална линија која се користи у математичкој нотацји за одређену сврху. Најчешће се користи данас за представљање понављања децимала. Може бити постављена као надвучено (или подвучено)  преко или испод математичког израза да укаже на то да се израз сматра груписаним. За већину својих употреба може бити замењена заградом у модерном стилу нотације.
Црта је на латинском језику реч за "везу", "оков", "чвор", или "везник", што указује на неке од начина коришћења симбола.
Црта може указивати на сегмент линије где су А и Б, крајње тачке:
- {\displaystyle {\overline {\rm {AB}}}.}

Црта може указати на период једног понављања децималне вредности: 
- 1⁄7 = 0.142857 = 0.1428571428571428571...

Исто тако, користи се да покаже понављање термина у одређеним временским наставцима фракција. Квадрати ирационалних бројева су једини бројеви који имају ово. 
Његова главна примена је као напомена да указује на групу (а заграђивање служи за исту функцију као заграде):
{\displaystyle (a-{\overline {b+c}}),}
што значи прво додати b и c а затим одузети резултат од a, који се данас чешће пише као a − (b + c). Заграде, које се користе за груписање, се ретко налазе у математичкој литератури пре осамнаестог века. Црта је у широкој употреби, обично као надвучено, али Чикет је 1484. године користио подвучену верзију .
Црта се користи као део бележења радикалног навођења радиканда чији корен се указује. У даљем тексту, количина  {\displaystyle ab+2} је цео радиканд, и  на тај начин има црту изнад:
{\displaystyle {\sqrt[{n}]{ab+2}}.}
1637 Декарт је први ујединио радикални немачки знак  √ са цртом да створи радикални симбол у општој примени данас.
Симбол који се користи за указивање црте не треба да буде сегмент линије (подвучен или надвучен), некада протеза, указујући да може да буде коришћено горе или доле.

## Друге нотације
Постоји неколико математичких ознака које користе "овербар" који се лако може погрешно користити за црту. Међу њима су : 
Може се користити у потписаним цифрама представљања да представљају негативне бројеве, као што је следећи пример у избалансираним троструким: 
{\displaystyle \pi \approx 10.011{\overline {1}}111{\overline {1}}000{\overline {1}}011{\overline {1}}1101{\overline {/}}11111100{\overline {1}}0000{\overline {1}}1{\overline {1}}{\overline {1}}{\overline {1}}{\overline {1}}0{\overline {1}}}
Овербар" се понекад користи у Буловој алгебри, где служе да означе групу израза чија логичан резултат се негира, као у: 
{\displaystyle {\overline {AB}}.}
Такође се користе да представе комплексне бројеве:
{\displaystyle {\bar {z}}={\overline {x+iy}}={x-iy}.}
У статистици, "овербар" се може користити за индикацију средњег низа вредности.
У практичној физици, надвучено се користи за индикацију античестица. На пример, p и p су симболи за протоне и антипротоме, односно.
У електроници, црта се користи за нотацију комплементарних сигнала. На пример, CONTROL представља "control-not," што би значило исто као CONTROL само са супротним значењем.
Такође, црту не треба мешати са сличним изгледом вектора нотације.. {\displaystyle {\overrightarrow {AB}}} "векторска форма од A ка B", или {\displaystyle {\vec {a}}} "вектор a", иако надвучено или подвучено без стрелице се некад такође користи уместо (нпр, {\displaystyle {\overline {a}}} или {\displaystyle {\underline {AB}}}).

## Римски бројеви
Констатовано је да је у нотацији римских бројева, црта показује да бројеви испод линије представљју хиљаду пута своју немодификовани вредност. Међутим, математички историчар Дејвид Јуџин Смит негира валидност ове изјаве. 

## Рачунарски унос симбола
Црта се може користити комбиновањем надвученог (U+0305) након карактера који неко жели да дода. На пример, куцање  ‘33.333...’ комбиновањем надвученог око коначне тројке ‘3 ствара: ‘33.3̅3̅3̅...’. Такође се може симулирати у датом карактеру или вођењем карактера помоћу CSS правила  text-decoration: overline, мада то не преносе када налепите на обични текст едитор. У LaTeX-у се користи 33.\overline{3} да би се написало {\displaystyle 33.{\overline {3}}}.